# Cosworth DFV
Ford Cosworth DFV je Cosworthov motor, ki ga je dobavljal številnim moštvom Formule 1 ob koncu šestdesetih, sedemdesetih in začetku osemdesetih let. Ime DVF je kratica za double four valves, motor je imel namreč dvakrat po štiri ventile na cilinder. Razvit je bil leta 1967 za Team Lotus, njegov razvoj je sponzoriral Ford. Zgrajen je pod kotom 90º, delovno prostornino ima 2993 cm³ in je lahko prvotno dosegel 400 KM, ob koncu razvoja pa preko 500 KM. Vrsto let je bil DFV dominantni motor v Formuli 1, uporabljen pa je bil tudi v CART-u, Formuli 3000 in v prvenstvu športnih dirkalnikov. 
Motorji DFV so osvojili dvanajst naslovov dirkaškega prvaka in deset naslovov konstruktorskega prvaka v Formuli 1. Dvakrat so zmagali na prestižni dirki 24 ur Le Mansa, osvojili so šest naslovov prvaka v Formuli 3000, desetkrat so v turbo različici DFX zmagali na dirki Indianapolis 500, osvojili tri naslove v seriji USAC in devet naslovov v seriji CART.

## Uspehi
| DFV - atmosferski, 3.0L, 90º, V8 Dirkaški naslovi Formule 1 (12): - 1968 Graham Hill (Team Lotus), - 1969 Jackie Stewart (Matra), - 1970 Jochen Rindt (Team Lotus), - 1971 Jackie Stewart (Tyrrell), - 1972 Emerson Fittipaldi (Team Lotus), - 1973 Jackie Stewart (Tyrrell), - 1974 Emerson Fittipaldi (McLaren), - 1976 James Hunt (McLaren), - 1978 Mario Andretti (Team Lotus), - 1980 Alan Jones (Williams), - 1981 Nelson Piquet (Brabham), - 1982 Keke Rosberg (Williams) Konstruktorski naslovi Formule 1 (10): - 1968 Team Lotus), - 1969 Matra, - 1970 Team Lotus), - 1971 Tyrrell, - 1972 Team Lotus, - 1973 Team Lotus, - 1974 McLaren, - 1978 Team Lotus, - 1980 Williams, - 1981 Williams Zmage na dirki 24 ur Le Mansa (2): - 1975 Jacky Ickx/Derek Bell (Mirage), - 1980 Jean Rondeau/Jean-Pierre Jaussaud (Rondeau) Prvaki Formule 3000 (6): - 1985 Christian Danner (March Engineering) - 1986 Ivan Capelli (March Engineering) - 1987 Stefano Modena (March Engineering) - 1988 Roberto Moreno (Reynard) - 1989 Jean Alesi (Reynard) - 1992 Luca Badoer (Reynard) | DFX - turbo, 2.65L, 90º, V8 Zmagovalci dirke Indianapolis 500 (10): - 1978 Al Unser Sr (Lola), - 1979 Rick Mears (Penske), - 1980 Johnny Rutherford (Chaparral), - 1981 Bobby Unser (Penske), - 1982 Gordon Johncock (Wildcat), - 1983 Tom Sneva (March), - 1984 Rick Mears (March), - 1985 Danny Sullivan (March), - 1986 Bobby Rahal (March), - 1987 Al Unser Sr (March) Prvaki serije USAC (3): - 1977 Tom Sneva (McLaren/Penske), - 1978 Tom Sneva (Penske), - 1979 A. J. Foyt, Jr. (Parnelli) Prvaki serije CART (9): - 1979 Rick Mears (Penske), - 1980 Johnny Rutherford (Chaparral), - 1981 Rick Mears (Penske), - 1982 Rick Mears (Penske), - 1983 Al Unser Sr (Penske), - 1984 Mario Andretti (Lola), - 1985 Al Unser Sr (March), - 1986 Bobby Rahal (March), - 1987 Bobby Rahal (Lola) |